# Javorani
Javorani (cyr. Јаворани) – wieś w Bośni i Hercegowinie, w Republice Serbskiej, w gminie Kneževo. W 2013 roku liczyła 759 mieszkańców.